# 奥梅
奥梅（義大利語：Ome），是意大利布雷西亚省的一个市镇。总面积9平方公里，人口3234人，人口密度359.3人/平方公里（2009年）。国家统计（ISTAT）代码为017123。